# 살리나스 (우루과이)

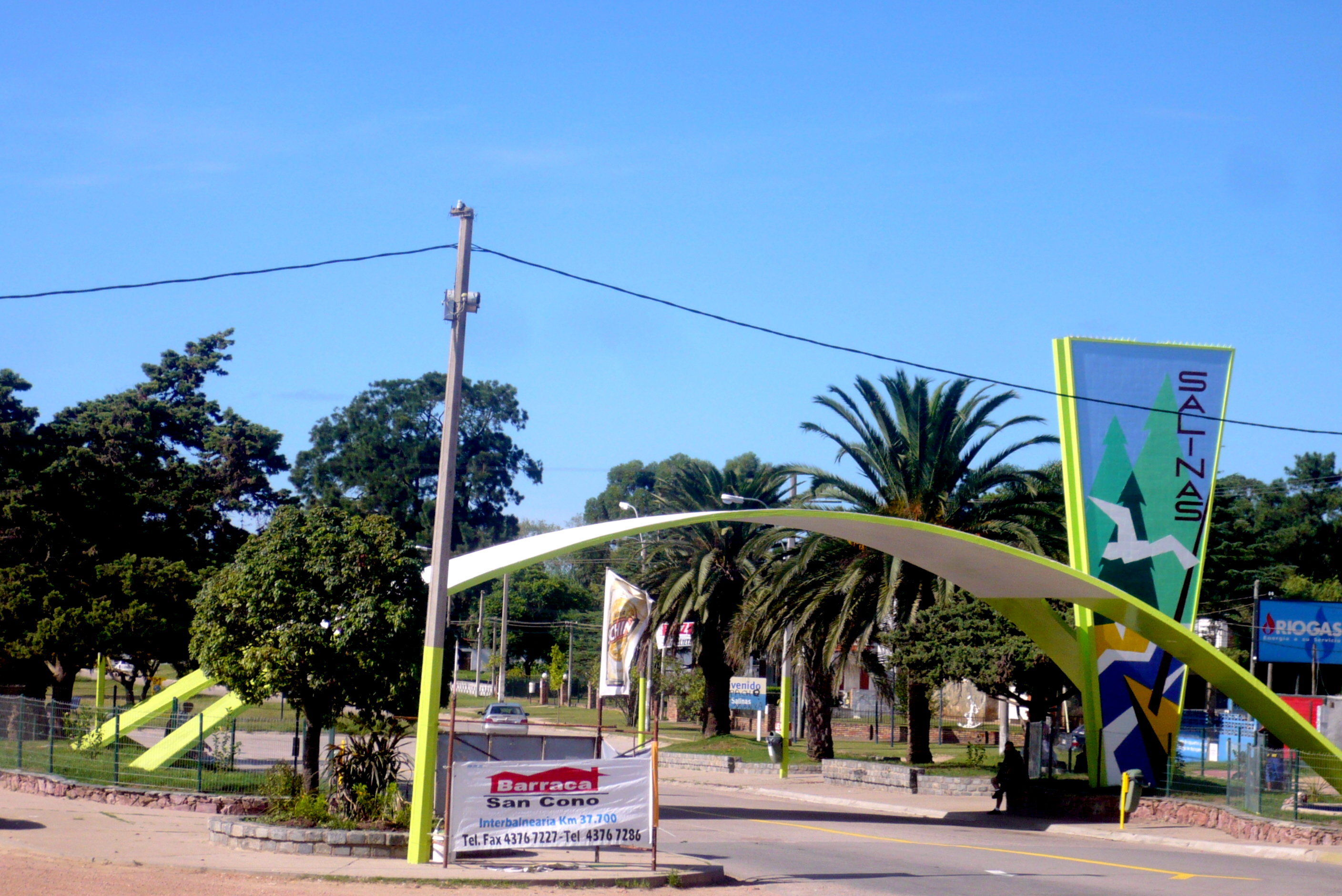

살리나스(스페인어: Salinas)는 우루과이 남부에 위치한 카넬로네스주의 도시로 인구는 8,626명(2011년 기준)이다.